# Carnaval de El Hierro
En el carnaval de la isla canaria de El Hierro (España), se conserva la costumbre, que se conoce hoy en día como Los Carneros de Tigaday, la cual se celebra en la localidad de Tigaday en el municipio de La Frontera.
Se festeja el domingo y martes de Carnaval, esta consiste en un grupo de hombres disfrazados con zaleas; cubiertos con una cornamenta de carnero; con cencerros atados a la cintura y con la cara, las piernas y brazos tiznados de negro. Están acompañados por un pastor y por "el Loco", personaje encargado de hacer ruido chirriante arrastrando cadenas y un machete por el suelo.
Los carneros lo que tratan de hacer una vez son desatados por el pastor, es provocar la risa, bien sea asustando; persiguiendo; embistiendo; intentando robar alguna prenda a quien/es pillen por delante; y por supuesto, tiznándoles la cara de negro.
La figura del carnero es una tradición relacionada con creencias brujeriles y ritos a la fecundidad muy arraigados en Canarias, tales como la de Los Diabletes de Teguise en Lanzarote, la Danza del Diablo de Tijarafe en La Palma, Las Burras de Güímar en Tenerife o La Suelta del Perro Maldito en Valsequillo de Gran Canaria, entre otras.

## Historia
No hay ninguna fecha que marque con exactitud el comienzo de esta tradición, dado que es algo complejo de averiguar, pero sí se sabe que esta tradición durante el periodo de la guerra civil española estuvo restringida y olvidada, hasta tal punto que casi se pierde. Pero esto no ocurrió, debido a que un ciudadano de Frontera, Benito Padrón Gutiérrez en el año 1940, hizo labores. Hoy en día, se mantiene esta fiesta, siguiendo el ejemplo que este vecino dejó; a sus 90 años, ayudaba a los jóvenes que participaban en estas curiosas carreras para embadurnar los niños y adultos de tinte negro. También Don Benito Padrón invitaba a los jóvenes a vestirse con ropas; como pieles resecas y olorientas junto con cencerros de carnero que él tenía guardadas desde hace meses e incluso años en las bodegas de su casa, la que se conoce actualmente como "Casa del Miedo"; lugar donde actualmente se visten para después salir a las calles de Frontera para asustar a los vecinos. Hoy en día hay una plaza en honor a Benito Padrón en Tigaday, Frontera

## Vestimenta
Los carneros utilizan ropas hechas con zaleas de ovejas y carneros negros, pardos o blancos. Con las mismas cubren toda su cabeza, torso y muslos, los brazos al igual que las piernas. También se suele usar artilugios como  cuernos de carneros y cencerros'. Los jóvenes que se visten deben estar bien preparados y además deben tener la mayoría de edad para disfrazarse, no solo por el peso de dichas pieles, sino por el largo transcurso del tiempo que permanecen bajo el sol corriendo entre la multitud.
Los pastores o locos al igual que los carneros se pintan con betún el rostro y extremidades, aparte de esto utilizan ropas estrafalarias que sostienen con cuerdas y en el presente se han añadido prendas como cráneos reales de carneros.
Antiguamente los carneros recurrían a vestirse con la tinta que dejaban los calderos, hasta los años 80 que se empezó a usar el betún de cantidad considerable para teñir a todos en la carrera, dicha técnica se emplea en la actualidad para pintar a la gente que asiste a este festejo. Las pieles también llevaban procesos como ponerlas a secar y llevarlas al mar porque en esta época resultaba difícil encontrar sal para 20 o 40kg de piel, también se debían poner completamente lisas ya que las arrugas causarían molestias y rozaduras. Se hacía así para cuidar estas prendas ya que no se disponía de mucha cantidad de pieles.
Las vestimentas de carnero se fabrican y se resguardan en la "Casa del Miedo" (casa de Benito Padrón), también se visten allí todas las personas que participan en la tradición como carneros o pastores. Al salir de la casa pasean las calles Tigaday, en Frontera, asustando a todas las personas que estén, llenandolas del betún que tienen en su cuerpo.